# Kruto
Kruto (ou Cruto) (mort en 1093), fils d'un certain Grin ou Grinus, est un  prince de Wagrie  James Westfall Thompson estimait  que sa famille appartenait aux Ranes de Rügen.

## Contexte
Gottschalk, prince chrétien Abodrites qui avait épousé Sigrid Svendsdatter, la fille de son allié danois Sven II Estridson, avait soumis les Abodrites et certains Lutici dans la décennie 1050. En 1066, Kruto prend la tête d'un soulèvement initié par la noblesse Abodrites et soutenu par les Lutici, contre Gottschalk et ses alliés saxons Ordulf et Magnus. Gottschalk est tué et ses fils Budivoj et Henri exilés respectivement en Saxe et au Danemark. Kruto établi sa capitale dans une grande forteresse palissade à Bucu (en), une île au confluent des rivières Trave et Wakenitz  site de la future Lübeck.
En 1074/1075, Budivoj, le fils ainé de Gottschalk, avec une troupe de soldats du Holstein  envoyés par le duc Magnus, attaque la forteresse de Kruto à Plön qui avait été délibérément laissée sans défense. Le lendemain, il est encerclé par les forces slaves, qui font capituler les Saxons, qui sont ensuite 
massacrés. Budivoj est également tué.
Jusqu'à la mort de Kruto en 1093, la Nordalbingie, y compris le Holstein, Stormarn (gau) (en) et Ditmarse, demeurent soumis à sa domination païenne. Pendant des décennies, Magnus, Eric de Danemark, et les margraves de la Marche du Nord (Udo II (de), Henri Ier le Haut (it), et Udo III (it)) luttent pour maîtriser Kruto, mais seul Eric rencontre quelques succès.
La principauté de Kruto était cependant fragile à l'intérieur, car les vassaux slaves, tels que les Lutici, continuaient à élire leurs propres chefs qui lui étaient théoriquement subordonnés. De plus, les Abodrites chrétiens s'étaient secrètement alliés aux Saxons pour provoquer sa chute. Lors d'un banquet auquel il avait l'intention d'assassiner son invité le fils de Gottschalk, Henri, sa propre épouse Slavina, tue Kruto. Immédiatement après sa mort, Henri, le prince chrétien Adodrite, mène une armée composée de slaves et de saxons à la victoire sur les Wendes lors de la Bataille de Schmilau (en) et les Lutici lui rendent de nouveau hommage.

## Sources
- (en) James Westfall Thompson, Feudal Germany, Volume II, New York, Frederick Ungar Publishing, 1928
- (de) Joachim Hermann, Slawen in Deutschland, Berlin, Akademie-Verlag, 1985.